# Nutrisco et extinguo

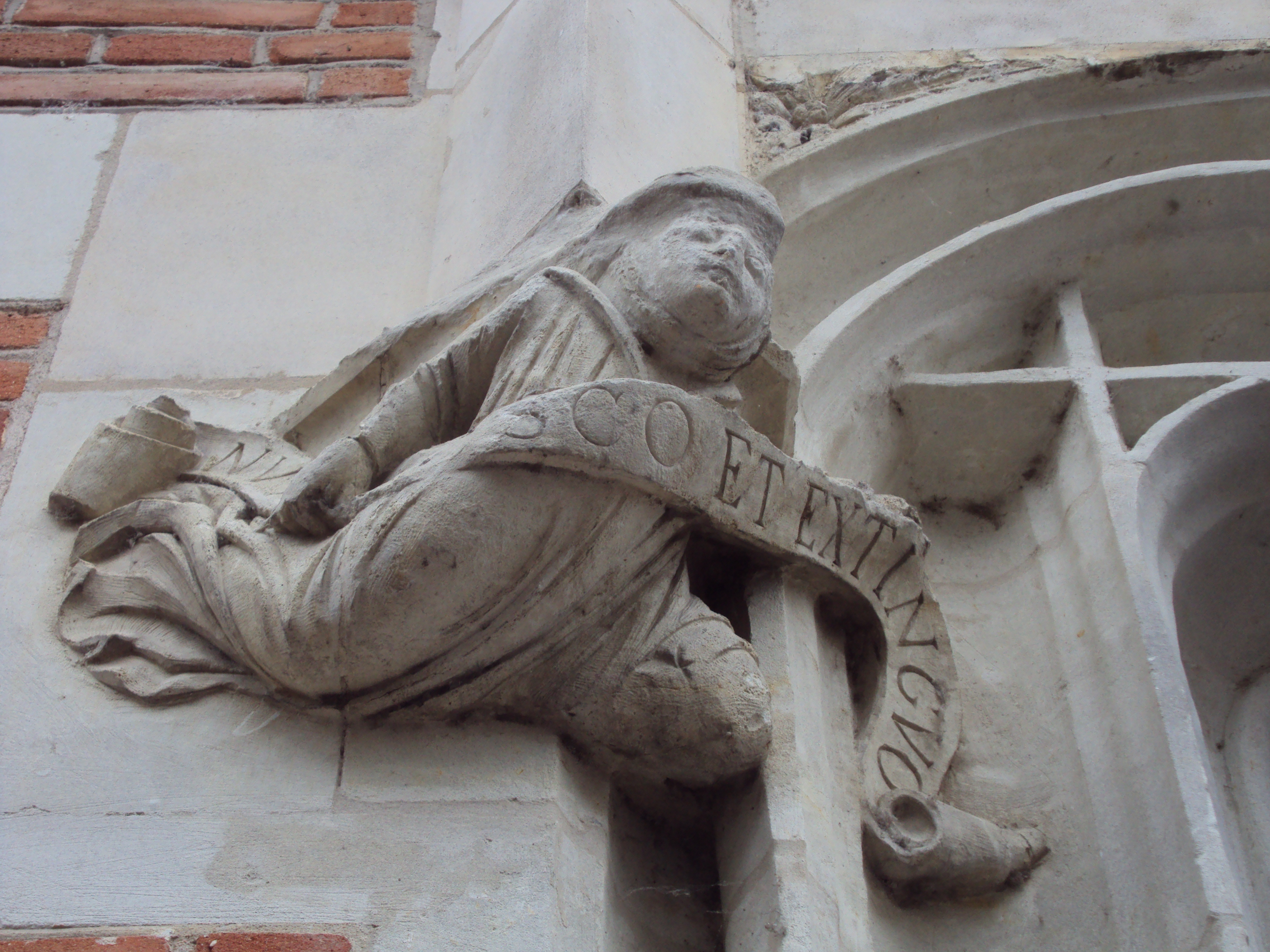
Hôtel d'Alluye à Blois. Ange au phylactère, portant la devise.

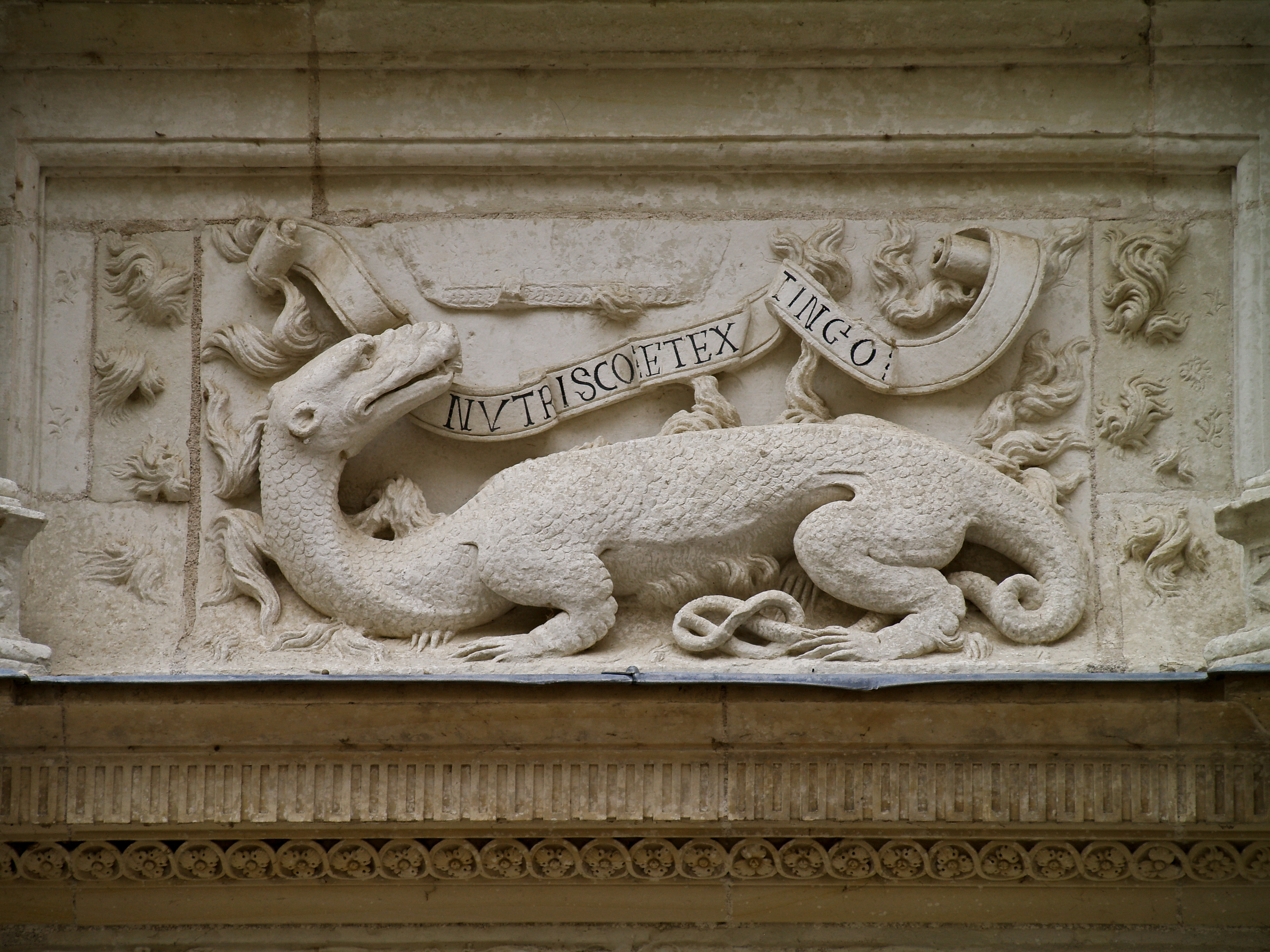
Château d'Azay-le-Rideau, façade principale, bas-relief sur l'alège d'une fenêtre de l'escalier. La devise avec la forme extingo.

Nutrisco et extinguo (« Je nourris et j'éteins ») est une devise en pseudo-latin adoptée par le roi François Ier, en lien avec l'emblème de la salamandre.

## Langue de la devise
Nutrisco  n'appartient pas au latin classique  (qui ne possède que la forme nutrio) : c'est la latinisation du premier mot de la devise en vieil italien associée au futur roi sur le revers d'une médaille de 1504, quand il avait dix ans : Notrisco al buono, stingo el reo.

## François Ier
La devise est souvent associée à la salamandre dans les décors glorifiant le roi, à Fontainebleau, à Chambord, à Blois, à Azay-le-Rideau et au château de Gizeux. Adoptée par François Ier, elle est en fait, comme la salamandre, liée aux Valois-Angoulême avant lui.
La tradition attribuait à la salamandre des pouvoirs exceptionnels par rapport au feu : elle était insensible aux effets des flammes et pouvait vivre dans un brasier, ainsi qu'éteindre le feu. La médaille de 1504 permet de comprendre la devise du roi  ainsi : « Je nourris le bon (feu), j'éteins le mauvais ». Le bon feu peut être celui de la vertu, de la foi et de l'amour chrétien, tandis que le mauvais feu est celui des passions destructrices et de l'impiété.

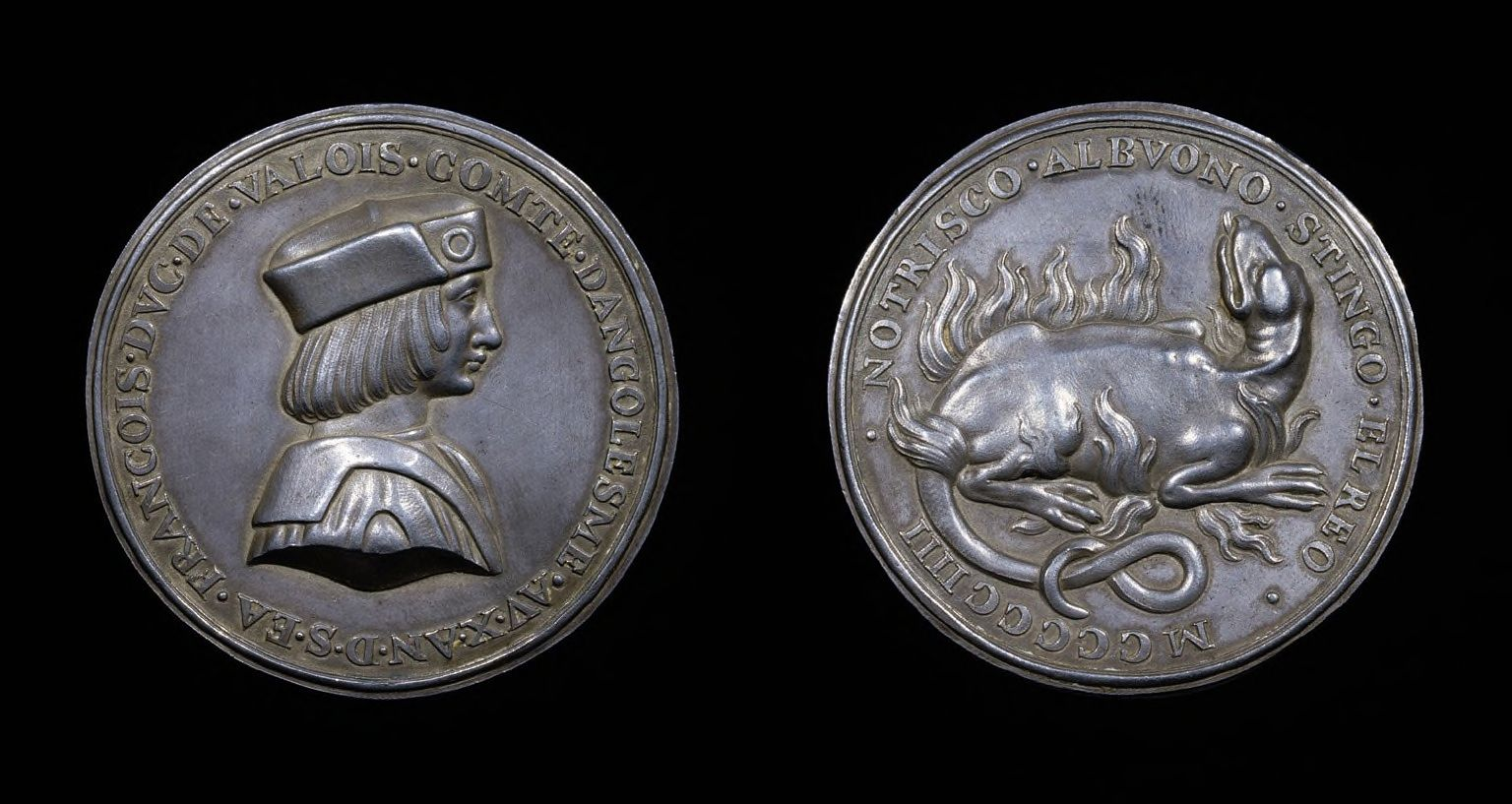
Médaille de 1504 associant déjà le duc d'Angoulême et futur roi à la salamandre.

Une autre interprétation, pas nécessairement incompatible avec la précédente, fait référence au feu de la passion qui animait le roi. On la trouve par exemple chez le père Bouhours : « Ce prince, qui n'avait pas moins d'esprit que de cœur, fil luy-mesme sa devise : & il voulut marquer par là son courage, ou plustost son amour. Nutrisco montre qu'il se faisait un plaisir de sa passion : mais estingo peut signifier qu'il en estait le maistre, & qu'il pouvait l'éteindre quand il voulait : le propre de la salamandre estant non seulement de vivre dans le feu & de s'en nourrir, mais encore de l'éteindre. »

## Autres utilisations de la devise
- Plusieurs villes françaises ont adopté cette devise. Il s'agit du Havre, de Vitry-le-François, villes dont la construction est due à François Ier, et Villers-Cotterêts, où le roi restaura le château ; il y fit de fréquents séjours et détermina le développement de la ville.
- Jean Cavellat, libraire à Paris vers 1585 à l'enseigne de la Salamandre, avait pour marque une salamandre avec la devise Nutrisco et extinguo[4].
- La famille poitevine Frémond de La Merveillère avait pour devise : nutrisco, non extinguor, réécriture de la devise royale[5]. Cette devise a par ailleurs été transmise à la commune de Sainte-Luce-sur-Loire par la famille Frémond de La Merveillère.
- Nutrisco et Extinguo est le nom d'une loge maçonnique havraise, affiliée à la Grande Loge de l'Alliance Maçonnique Française.
- Devise brodée sur le maillot du Havre Athlétique Club (HAC) pour la saison 2023-2024.